# Robert Halley
Pour les articles homonymes, voir Halley.
Robert Halley, né le 20 octobre 1935 à Cherbourg et mort le 10 janvier 2021 à Lisieux est un homme d'affaires français.

## Biographie

### Promodès
Il crée en 1961, à Caen, le groupe de distribution Promodès avec son père, Paul-Auguste Halley et son frère, Paul-Louis Halley. Il y fait toute sa carrière. Après la fusion de Carrefour et de Promodès, la famille Halley en devient le premier actionnaire. 

### Carrefour
À la mort accidentelle de son frère, en 2003, il devient le représentant des Halley au directoire de Carrefour.
En octobre 2007, alors même que Colony Capital et le groupe Arnault entrent au capital de Carrefour, Robert Halley remplace Luc Vandevelde à la tête de son conseil de surveillance.
En avril 2008, à la suite de la modification de son pacte d'actionnaires, la famille Halley perd son rang de premier actionnaire et son siège au conseil de surveillance, que Bernard Arnault récupère.

### Politique
De 1978 à 2001, il est maire (divers droite) des Moutiers-Hubert. Il a été à l'origine de la décision de la commune de vendre sa mairie pour financer des travaux d'enfouissement des réseaux électriques.
De 1991 à 2004 conseiller général du Calvados, canton de Livarot,.

## Patrimoine
En 2009, selon Challenges, Robert Halley est la 11e fortune professionnelle française, avec un patrimoine de 2,769 milliards d'euros.

## Décès
Robert Halley meurt le 10 janvier 2021 dans son manoir de Chiffretot aux Moutiers-Hubert, âgé de 85 ans.

## Distinctions
- Grand croix de l'Ordre de Saint-Grégoire-le-Grand[11]
- Officier de la Légion d'honneur (2008)[12]